# Henry Mbazumutima
Henry Mbazumutima (ur. 3 sierpnia 1988 w Bużumburze) – burundyjski piłkarz grający na pozycji lewego pomocnika. W swojej karierze rozegrał 25 meczów i strzelił 4 gole w reprezentacji Burundi.

## Kariera klubowa
Swoją karierę Mbazumutima rozpoczął w klubie Atlético Olympic FC. W sezonie 2003 zadebiutował w jego barwach w burundyjskiej pierwszej lidze. Grał w nim do 2004 roku. W 2005 roku przeszedł do rwandyjskiego Rayon Sports FC. W sezonie 2005 wywalczył z nim wicemistrzostwo Rwandy oraz zdobył Puchar Rwandy. W latach 2007–2008 występował w Vital’O FC, z którym w 2007 roku został mistrzem kraju. W latach 2009–2014 ponownie był piłkarzem Atlético Olympic FC, w którym zakończył karierę. W sezonie 2010/2011 wywalczył z nim mistrzostwo Burundi, a w sezonach 2009, 2011/2012 i 2012/2013 - trzy wicemistrzostwa.

## Kariera reprezentacyjna
W reprezentacji Burundi Mbazumutima zadebiutował 12 października 2003 roku w zremisowanym 0:0 meczu eliminacji do MŚ 2006 z Gabonem. Od 2003 do 2011 wystąpił w kadrze narodowej 25 razy i strzelił 4 gole.